# Дебуб
Дебуб (тигр. ደቡብ; також відомий як Південний регіон, Південна зоба) — один із шести регіонів (зоба) Еритреї, столиця — місто Мендефера. Зоба складається із 12 районів.
На заході область межує із зобою Гаш-Барка, на півночі з Маекел, на сході з Семіен-Кей-Бахрі, на півдні — із Ефіопією. Регіон є найбільшим з-поміж інших за населенням. Площа провінції близько 8,000 км². Серед міст області слід відзначити Аді-Кеїх, Аді-Квала, Декемхаре, Дебарва та Сенафе. Також на території регіону знаходяться археологічні пам'ятки Метера та Кохайто, найвища гора Еритреї Соїра (3018 м) (на схід від Сенафе).
Населення — 952100 осіб (2005; 692827 в 1997).

## Адміністративний устрій
Райони:
- Аді-Квала — Аді-Квала
- Аді-Кеїх — Аді-Кеїх
- Ареза — Ареза
- Дбарва — Дбарва
- Декемхаре — Декемхаре
- Емні-Хаїлі — Емні-Хаїлі
- Маї-Аїні — Маї-Аїні
- Маї-Мне — Маї-Мне
- Мендефера — Мендефера
- Сегенеїті — Сегенеїті
- Сенафе — Сенафе
- Церона — Церона